# Lenka Halamová
Lenka Halamová (* 15. února 1960 Ostrava) je česká folková zpěvačka, kytaristka, skladatelka, bývalá členka skupiny Minnesengři.

## Život

### 1988 – 1989
V hudební folkové skupině Minnesengři vystřídala v roce 1988 Pavlínu Braunovou, která záhadně zmizela dne 6. srpna 1988 při cestě na zkoušku do Českých Budějovic.